# Perry County (Ohio)
Perry County ist ein County im Bundesstaat Ohio der Vereinigten Staaten. Der Sitz der Countyverwaltung (County Seat) ist in New Lexington.

## Geographie
Das County liegt im mittleren Südosten von Ohio und hat eine Fläche von 1069 Quadratkilometern, wovon sieben Quadratkilometer Wasserfläche sind. Es grenzt im Uhrzeigersinn an folgende Countys: Licking County, Muskingum County, Morgan County, Athens County, Hocking County und Fairfield County.

## Geschichte

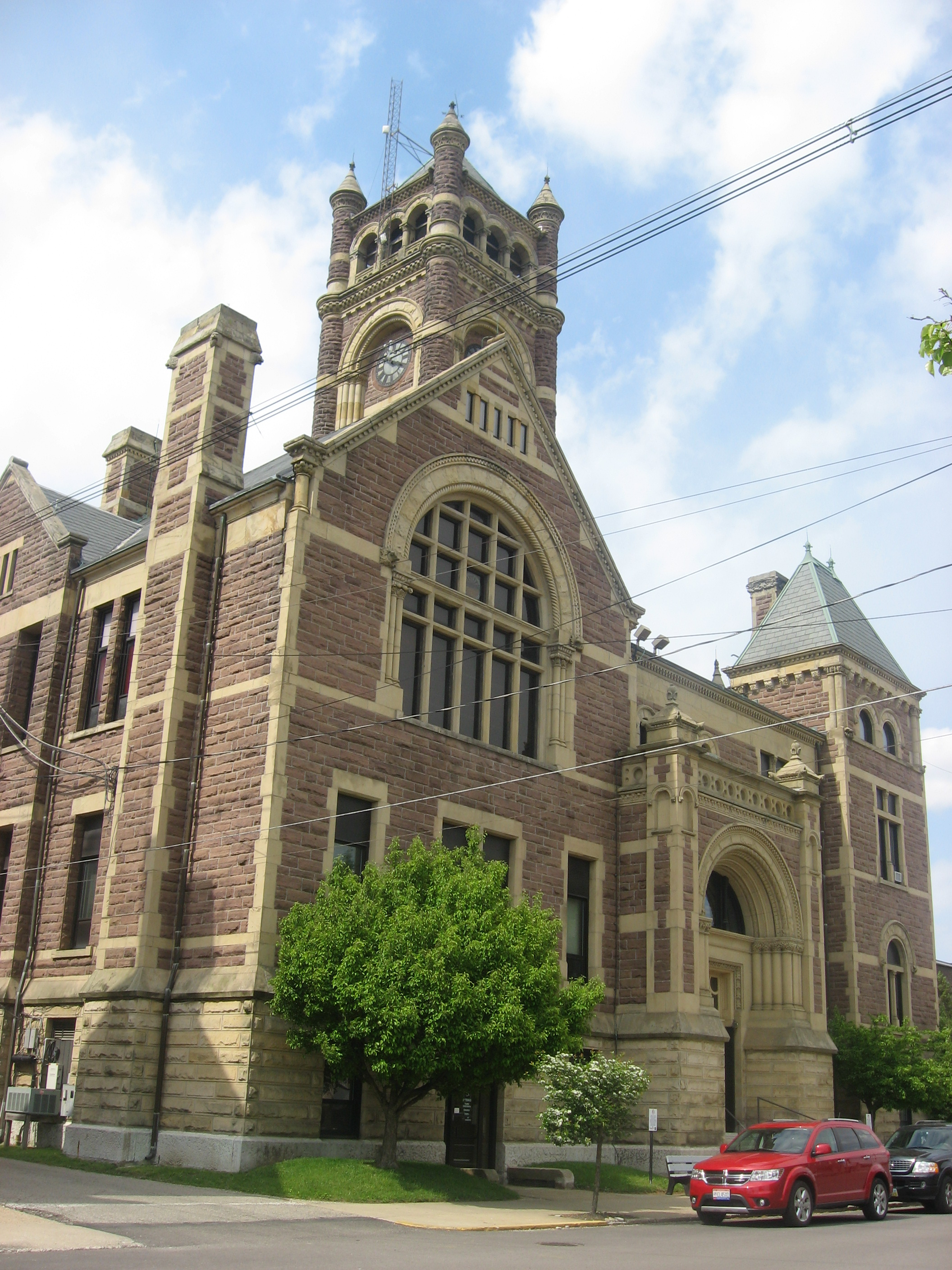
Das Perry County Courthouse and Jail ist einer von 13 Einträgen des Countys im National Register of Historic Places.

Perry County wurde am 26. Dezember 1817 aus Teilen des Fairfield-, Muskingum- und des Washington County gebildet. Benannt wurde es nach Oliver Hazard Perry, einem Marineoffizier im Britisch-Amerikanischen Krieg von 1812 bis 1814.
13 Bauwerke und Stätten des Countys sind im National Register of Historic Places eingetragen (Stand 17. Mai 2018).

## Demografische Daten

Alterspyramide des Perry County

Nach der Volkszählung im Jahr 2000 lebten im Perry County 34.078 Menschen in 12.500 Haushalten und 9.350 Familien. Die Bevölkerungsdichte betrug 32 Einwohner pro Quadratkilometer. Ethnisch betrachtet setzte sich die Bevölkerung zusammen aus 98,54 Prozent Weißen, 0,22 Prozent Afroamerikanern, 0,28 Prozent amerikanischen Ureinwohnern, 0,10 Prozent Asiaten, 0,01 Prozent Bewohnern aus dem pazifischen Inselraum und 0,09 Prozent aus anderen ethnischen Gruppen; 0,76 Prozent stammten von zwei oder mehr Ethnien ab. 0,45 Prozent der Bevölkerung waren spanischer oder lateinamerikanischer Abstammung.
Von den 12.500 Haushalten hatten 36,7 Prozent Kinder und Jugendliche unter 18 Jahre, die bei ihnen lebten. 60,1 Prozent waren verheiratete, zusammenlebende Paare, 9,8 Prozent waren allein erziehende Mütter, 25,2 Prozent waren keine Familien, 21,4 Prozent waren Singlehaushalte und in 9,9 Prozent lebten Menschen im Alter von 65 Jahren oder darüber. Die Durchschnittshaushaltsgröße betrug 2,70 und die durchschnittliche Familiengröße lag bei 3,13 Personen.
Auf das gesamte County bezogen setzte sich die Bevölkerung zusammen aus 28,1 Prozent Einwohnern unter 18 Jahren, 8,5 Prozent zwischen 18 und 24 Jahren, 29,1 Prozent zwischen 25 und 44 Jahren, 22,3 Prozent zwischen 45 und 64 Jahren und 12,0 Prozent waren 65 Jahre alt oder darüber. Das Durchschnittsalter betrug 35 Jahre. Auf 100 weibliche Personen kamen 98,9 männliche Personen. Auf 100 Frauen im Alter von 18 Jahren oder darüber kamen statistisch 95,4 Männer.
Das jährliche Durchschnittseinkommen eines Haushalts betrug 34.383 USD, das Durchschnittseinkommen der Familien betrug 40.294 USD. Männer hatten ein Durchschnittseinkommen von 31.664 USD, Frauen 21.147 USD. Das Prokopfeinkommen betrug 15.674 USD. 9,4 Prozent der Familien und 11,8 Prozent der Bevölkerung lebten unterhalb der Armutsgrenze. Davon waren 15,2 Prozent Kinder oder Jugendliche unter 18 Jahre und 12,7 Prozent waren Menschen über 65 Jahre.